# DD-WRT
DD-WRT是一个基于Linux的无线路由固件，以GNU通用公共许可证（GPL）V2授權发布。
DD-WRT提供了许多一般路由器固件所没有的功能，例如支持XLink Kai游戏协议、基于守护进程的服务、IPv6、无线分布式系统（无线网桥和无线中继）、RADIUS、先进服务质量控制、无线输出功率控制、超频能力，以及SD卡的硬件配置提供软件支持。
DD-WRT固件由BrainSlayer维护，放在dd-wrt.com。从第一个版本直至V22版本都是基于Sveasoft Inc公司的Alchemy开发出来，而Alchemy又是基于以GPL發放之Linksys固件及许多其它开放源程序。由于后来人们需要向Sveasoft支付$20才能下载Alchemy固件，于是从V23开始的DD-WRT几乎完全重写，linux核心部分基于OpenWrt核心。
借助Buffalo合作伙伴关系，Buffalo将开始出售预装自定义版本DD-WRT的无线路由器。

## 起源
DD-WRT的系统源代码起源于Linksys WRT54G的系统，由于在2002年有人发现Linksys WRT54G的系统是基于Linux开发，而Linux又是使用GPL授权，所以要求Linksys依照GPL授权要求公开Linksys WRT54G的系统源代码，最终在2003年3月思科迫于压力按照授权释放系统源代码，然后该套代码被适用于基于Linksys WRT54G/GS/GL 或其他基于Broadcom参考设计的802.11g无线路由器，其中一个分支为OpenWrt，而OpenWrt又衍生出DD-WRT。

## 发布历史
主要版本包括：
DD-WRT v23 Service Pack 1（SP1）于2006年5月16日发布。大部分的核心代码都经过仔细的检查和重写，同时在开发过程中加入了许多新的特性。
DD-WRT v23 Service Pack 2（SP2）于2006年9月14日发布。界面经过了重新编写，并加入一些新特性。支持一些额外路由型号，同时更多列入计划。
DD-WRT v24於2008年5月18日發布。允許使用多達16個不同SSID和加密協定的虛擬界面。並支援一些基於PowerPC、IXP425路由基板和Atheros WiSOC和X86系統的路由。並且對擁有較小容量快閃記憶體的機型（例如：WRT54Gv8或WRT54GSv7）提供有限度的支援。
DD-WRT v24 Service Pack 1（SP1）於2008年7月26日發布。修正了DNSMasq內緊要的DNS安全性問題，基地台選址的安全性問題。支援更長字元的密碼，更有彈性的OpenVPN設定。新機型支援，包括：WRT300 v1.1、WRT310N、WRT600N、DIR-300、DIR-600、1043ND, Tonze AP42X Pronghorn SBC、Ubiquiti LSX以及Netgear、Belkin、Asus和USR機型。

## 支持特性
标准版的DD-WRT包含以下这些特性。而在Micro或者Mini的版本中将会缺少某些特定的功能以减小文件体积。
- 13种语言
- 802.1x（EAP-局域网扩展认证协议封装）
- 接入限制
- Adhoc模式
- Afterburner
- 客户端隔离模式
- 客户端模式（支持多种客户端连接）
- 客户WPA模式
- DHCP转接 (udhcp）
- DHCP服务器（udhcp或Dnsmasq）
- DNS forwarder（Dnsmasq）
- DMZ
- 动态DNS（DynDNS、TZO、ZoneEdit）
- Hotspot Portal（Sputnik Agent、Chillispot）
- IPV6支持
- JFFS2
- MMC/SD卡支持（要修改硬件）
- 客户服务器模式NTP客户端
- Ntop远程统计
- OpenVPN客户及服务端（仅限于VPN固件）
- 端口触发
- 端口转发（最大为.30）
- PPTP VPN客户及服务端
- QoS 带宽设置（游戏、服务／网络掩码／MAC／以太网端口优先级优化）
- QoS第七層過濾器 (l7-filter）
- RFlow/MACupd
- 路由：Static entries and Gateway、BGP、OSPF & RIP2 via（BIRD）
- Samba檔案系統自動掛載
- 远程服务器保存系统日志
- Rx/Tx天线（可选或自动）
- 显示无线客户端和WDS系统的状态
- Site Survey
- SNMP
- SSH服务器及客户端 （dropbear）
- 支持启动脚本、防火墙脚本和关闭脚本（startup script）
- 静态DHCP配置
- Style（可變圖形用戶介面; v.23）
- 支持新设备（WRT54G V3、V3.1、V4、V5及WRT54GS V2.1、V3、V4）
- Telnet服务器客户端
- 發射功率調節（0-251 mW、預設28 mW、100 mW為安全）
- UPnP
- VLAN
- 网络唤醒 (WOL）
- WDS Connection Watchdog
- WDS 中繼器模式
- 无线MAC地址克隆
- 无线MAC地址过滤
- WMM（Wi-Fi MultiMedia QoS）
- WPA over WDS
- WPA/TKIP with AES
- WPA2
- Xbox Kaid（Kai Engine）

## 外部連結
- DD-WRT官方網站

- DD-WRT支持的無線路由列表（页面存档备份，存于）

- DD-WRT脱机离线下载（页面存档备份，存于）